# 子宮内膜症
子宮内膜症（しきゅうないまくしょう、英: endometriosis）は、子宮内膜やそれに類似した組織が子宮内腔や子宮体部以外の骨盤内で増殖する疾患。

## 概念
子宮内膜が子宮外で増殖する疾患である。良性の疾患ではあるが、転移や浸潤するなど悪性腫瘍のような性質も併せ持っている。子宮外にあるとはいえ子宮内膜であることに変わりはないので、エストロゲンに依存して発育していく。月経のある女性の数％～10％程度がこの病気をもっていると推定される。

## 病態
子宮内膜上皮細胞や間質細胞が正常な筋組織や結合組織の間に浸潤する。細胞は子宮内膜と同様の構造を持ち、ホルモンの周期にあわせて内膜の増殖や剥離が起こり、月経時には出血もする。なお、増殖のみが起こり出血しないものもある。
このとき出血した血液は組織間に貯留し、血腫を形成してブルーベリー・スポットと呼ばれる嚢胞を生じる。卵巣などではチョコレート嚢胞と呼ばれる強い癒着を引き起こす嚢胞が発生する。月経困難症はこれによるものである。
また、出血で周囲組織に血液が浸潤した結果、組織が線維化して癒着や硬結を引き起こす。その結果、凍結骨盤と呼ばれる骨盤内膿瘍が癒着のために一塊となる状態にもなる。
子宮筋層の中に生じたものは、特に子宮腺筋症と呼ばれる。子宮筋層の肥大化を起こし、子宮筋腫と見分けにくい場合もある。ただし、エストロゲンに依存する性質や身体症状・治療方法が似通っており、両者を併発しているケースも多いため、必ずしも明確な判別をつけなくても実務上の支障はさほど無い。

## 分類
非直視下ではBeecham分類が使用されるが、基本は直視下でのRe-AFS分類を用いる。

### Beecham分類
Stage I
散在性の1～2cmの内膜症小斑点。開腹時に初めて診断。
Stage II
仙骨子宮靭帯、広靭帯、子宮頸部、卵巣が固着し、圧痛、硬結を生じ軽度に腫大。
Stage III
StageIIに加え卵巣が正常の2倍以上に腫大。
Stage IV
仙骨子宮靭帯、直腸、付属器の癒合。ダグラス窩の消失。

### Re-AFS分類
腹膜や卵巣の病巣の深度や大きさ、癒着の程度、ダグラス窩の閉鎖をスコア化し、合計点数によってStage I～IVの4段階に分類する。

## 病因
さまざまな原因が考えられているが未解明の部分が多い。
1. 体腔上皮化生説
腹腔内の漿膜や卵巣上皮は子宮の起源であるミュラー管と同じく体腔上皮から変化したものであることから、ホルモンや炎症などによって子宮内膜に化生したとする説。しかしながら、ロキタンスキー・クスナー・ハウザー症候群などの機能性子宮内膜を欠く女性では子宮内膜症がまれであることへの説明が困難であるなどの疑問が呈されている。
2. 月経血の逆流による移植説
月経血の排出が障害されている状態で好発し、無月経ではまれなことから、月経血の逆流によって子宮内膜細胞が腹膜や卵巣表面に生着したという説。しかし、90%以上の女性で月経血の逆流は起きており、子宮内膜症を起こすのは6 - 10%程度である[2]。また、月経血内の内膜組織は変性した物なのに腹膜に生着するのかという疑問がある。
3. リンパ行性進展
子宮内膜細胞がリンパ行性に移行することは確認されている。しかし、リンパ行性によるものは肺や大腿部など一部に限られている。
4. 血行性進展
骨盤静脈内に子宮内膜細胞が普及していることが確認されている。皮膚、腎、肺などの子宮内膜症は血行性によるものではないかと考えられている。
5. 医原性直接移植
帝王切開後の腹壁や会陰切開創に発生することから、手術によって移植されてしまったと考えられている。
6. 免疫学的機序
子宮内膜症では細胞性免疫に異常があること、自己抗体が存在することから自己免疫などの免疫異常があるのではないかと考えられている。
7. 細菌感染説
歯周病の菌が関与しているという説。

## 症状
子宮内膜症の主な症状は「痛み」と「不妊」である。なかでも月経痛（月経困難症）は、患者の約9割にみられる代表的な症状である。子宮内膜症に伴う月経痛は、初経時には無症状であることが多く、年月の経過とともに徐々に増悪していく（後天性月経困難症）。
月経時の下腹部痛のほか、月経がない時期でも持続的に下腹部や腰が痛むことがあり（慢性骨盤痛）、日常生活に支障をきたす例もある。また、排便時や性交時に痛みを感じることもある。
さらに、腰痛や仙骨部への放散痛を訴える例もあり、症状の出現や程度は個人差が大きい。これらの症状は20〜30歳代で発症することが多く、年齢とともに悪化する傾向がある。

## 合併症
20～70%の割合で不妊症を合併する。

## 検査
- 直腸診、膣直腸診
- 超音波断層法
卵巣のチョコレート嚢胞や癒着を診断する。
- CT
超音波エコーと差はない。全体像を見やすい。
- MRI
卵巣のチョコレート嚢胞はT1、T2強調画像双方で高光度を示す。
- 腫瘍マーカー
チョコレート嚢胞を持つ場合、CA125が上昇する。しかし悪性腫瘍ほど上昇することはなく、高くても200に達することはほとんどない。ただし卵巣チョコレート嚢腫の破裂や感染など炎症を伴うと高値を示すことがある。
- 腹腔鏡検査
確定診断に用いられる。

## 診断
後天性月経困難症が見られたらまず子宮内膜症を疑う。その後CTやMRIなどで病巣を確認した後、腹腔鏡検査で確定診断する。

## 治療
大まかに分けて待機療法、薬物療法、外科療法の3種の治療法がある。

### 待機療法
Re-AFS分類でStage I、IIで無症状の患者が対象。不妊との関係は明らかではないため、しばらくは治療せずに経過を観察する。約50%の患者が妊娠したとの報告あり。補助療法として腹腔鏡下でブルーベリー・スポットの焼灼などを行う。

### 薬物療法
あくまで病変の退縮を目的とするもので、根絶は不可能。子宮内膜はホルモンの影響を受けることから、薬物療法もホルモン療法が基本である。
プロスタグランジン合成阻害剤
子宮内膜症の疼痛は局所的なプロスタグランジン濃度の変化が考えられているため。長期の低エストロゲン療法を避けたい就学中の学生や不妊患者が主な対象。
ゲスターゲン療法
エストロゲン+プロゲステロン剤を投与する偽妊娠療法。いわゆるピルが用いられる。但し保険適用を受けた製剤は一種類（ルナベル配合錠：販売-日本新薬）だけで、それ以外の製剤は自由診療（全額自己負担）となる。
低エストロゲン療法
ダナゾール療法とGnRH療法の2種類ある。低エストロゲン状態により骨量の低下が起こり、骨粗鬆症の危険があるので注意が必要。
ダナゾール療法
ダナゾールはテストステロン誘導体であるためアンドロゲン作用を持ち、抗エストロゲン作用と免疫系双方に作用して病変を退縮させる。
GnRHアナログ療法
下垂体のGnRHに対する感受性を低下させ、ゴナドトロピンの産生、分泌を抑制することでエストロゲンの分泌を低下させる。
プロゲスチン製剤（ジェノゲスト(ディナゲスト)）

### 外科療法
腹腔鏡下手術
ブルーベリー・スポットの焼灼、癒着の剥離、卵巣嚢腫の摘出や固定のほか疼痛に対して仙骨子宮靭帯切断術などを施行する手術。
卵巣チョコレート嚢胞アルコール固定術
嚢胞内容を吸引後生理食塩水で洗浄し、100%エタノールを注入して固定する。これを繰り返す手術。
卵巣チョコレート嚢胞摘出術
根治手術
異所性子宮内膜を切除するとともに、子宮全摘出術と付属器切除術を施行する手術。治療の対象は40歳以上で挙児希望がない重症例に限られる。

## 診療科
- 婦人科